# Tomasz Loska
Tomasz Loska (ur. 26 stycznia 1996 w Knurowie) – polski piłkarz, występujący na pozycji bramkarza, od 2025 w polskim klubie Górnik Zabrze. Dwukrotny reprezentant Polski do lat 21

## Kariera klubowa
Wychowanek klubu Tempo Paniówki, w którym rozpoczął treningi w wieku 8 lat. Karierę kontynuował w juniorskich zespołach Piasta Gliwice i Gwarka Ornontowice, w którym stawiał również pierwsze kroki w seniorskim futbolu. Jako 17-latek został bramkarzem GKS Tychy, jednak nie przebił się do pierwszego zespołu. Po roku powrócił do Ornontowic. W 2014 roku zwrócił na niego uwagę trener Jerzy Machnik, w efekcie czego młody golkiper podpisał kontrakt z Górnikiem Zabrze. W Zabrzu początkowo pełnił rolę trzeciego lub rezerwowego bramkarza i występował przede wszystkim w drużynie rezerw. W tym czasie był wypożyczany do II ligowych klubów (kolejno Nadwiślan Góra i Raków Częstochowa). 
Loska w obu klubach był pewnym punktem zespołu i powrócił do Zabrza wiosną 2017 roku w związku z bardzo dobrymi występami w Częstochowie. Miał on ponownie pełnić rolę rezerwowego w drużynie Górnika, ale wobec urazów konkurentów do gry w pierwszym składzie stanął między słupkami i zagrał we wszystkich wiosennych meczach zabrzan, z którymi wywalczył awans do Ekstraklasy.
30 stycznia 2020 Loska został do końca sezony wypożyczony do Bruk-Betu Termalica Nieciecza. 12 sierpnia 2020 roku ogłoszono przejście Loski do Niecieczy na stałe. W 2021 awansował z drużyna do ekstraklasy. W 2022 z niej spadł. Po odejściu z Niecieczy Piotra Wlazły został kapitanem Słoni. Po zakończeniu sezonu 2023/2024 przeszedł do Śląska Wrocław.
Od sezonu 2025/26 ponownie w Górniku Zabrze.

## Kariera reprezentacyjna
We wrześniu 2017 po raz pierwszy powołany przez Czesława Michniewicza do reprezentacji Polski do lat 21 na mecze eliminacyjne MME.